# 柳生新陰流

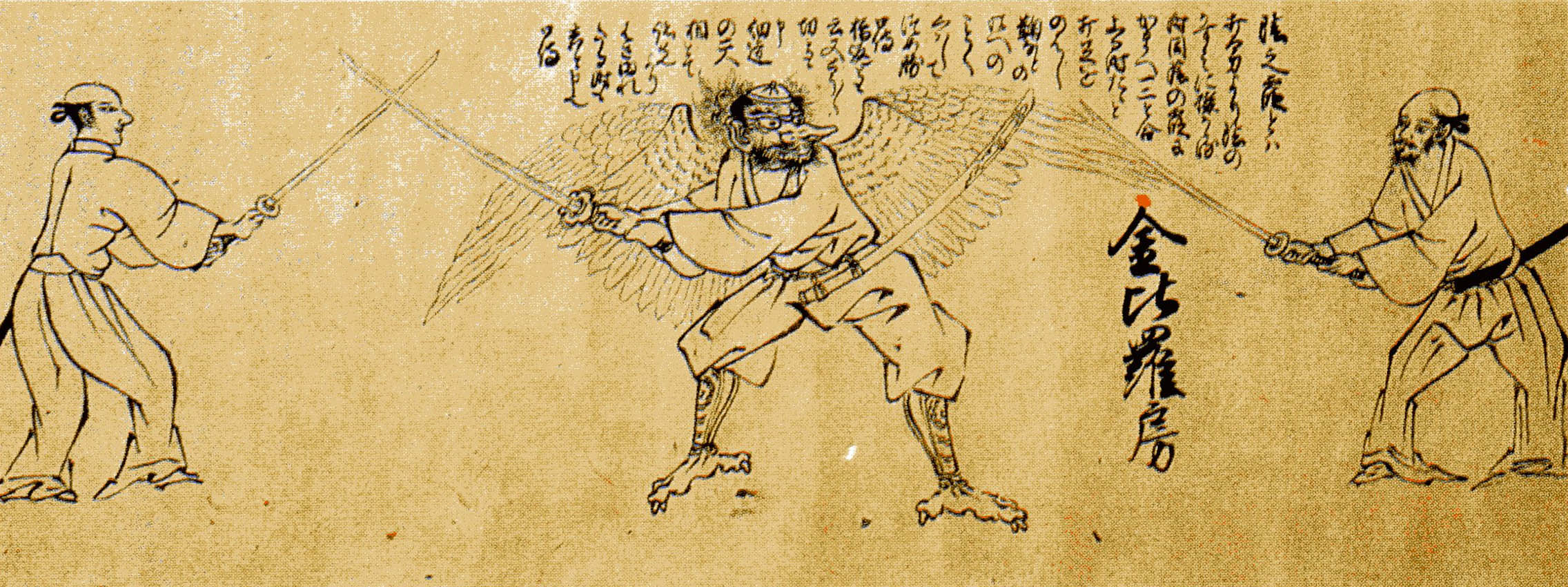
新陰流兵法目録事/宝山寺所蔵

柳生新陰流（やぎゅうしんかげりゅう）は、柳生宗厳以降の新陰流の俗称。正式な流儀名は新陰流。

## 概要
新陰流は上泉信綱より「無刀取り」の公案を課せられた柳生宗厳に伝えられ、柳生氏によって伝承されたため柳生新陰流の名で広く一般に知れ渡っているが、新陰流に対して分派を起こしたわけではなく流派名も変更はなされていない。本来「柳生」を冠した流派名は弟子筋の流派であり、たとえば、柳生宗厳の高弟であった柳生姓を許された柳生松右衛門（大野家信）より有地内蔵允（有地元勝）を経て、福岡藩に伝わった系統は「柳生新影流」と称している。ただし、武道学では、上泉伊勢守が伝えた内容と柳生氏が伝えるようになってからの内容の差異、あるいは柳生氏の系統とそれ以外の新陰流の差異を区分するため、「新陰流」と「柳生新陰流」を区別して使用することもある。
また、新陰流の元となった陰流とは交流があったようで、陰流の愛洲久忠（愛洲移香斎）の出身地近くには柳生姓を名乗る家が多い。
柳生宗厳以降、五男の柳生宗矩の江戸柳生と、孫である柳生利厳（宗厳の嫡子柳生厳勝の次男）の尾張柳生とに分派する。また柳生宗厳の時代を特に大和柳生とも呼ぶことがある。柳生厳長が当主となって以降の尾張柳生家では、新陰流の道統は永禄8年4月に流祖信綱より二世として宗厳に、慶長10年6月には三世として柳生利厳に伝わると主張している（柳生厳長『正傳新陰流』）。一方で、「撃剣叢談」をはじめとした江戸時代の史料では柳生伝の新陰流についていずれも宗矩を二世としており、宗厳が道統を継いだことを裏付ける史料は見つかっていない。
江戸柳生からは柳生三厳（柳生十兵衛）、尾張柳生から柳生厳包（柳生連也斎）など天才剣士を輩出した。
新陰流は柔術の体さばきなどをその術理に取り入れており、素手で相手の刀を取る「無刀取り」は柔術の技とも言える。そのため宗厳や宗矩の門下から起倒流、柳生心眼流、小栗流などの柔術諸流派を生んでいる。
幕末、尾張藩は藩校・明倫堂の剣術師範を、尾張藩士だけでなく藩外からも招聘したが、柳生家から師範への登用はなかった。

## 明治以降
明治以降も、尾張藩最後の兵法師範であった第十九世柳生厳周によって新陰流兵法は受け継がれた。1913年（大正2年）、皇宮警察で新陰流を伝習するため（流派内部では明治天皇の聖旨によるものと伝えられている）、厳周と長男の柳生厳長（後の第二十世）は宮内省済寧館へ出仕した。
柳生厳長は新陰流の拠点を名古屋から東京に移し、自らは近衛供奉将校団師範、武徳会全国各府県中央講習会講師などを歴任したが、1921年（大正10年）、宮内省は新陰流の伝習の取りやめを決定した。
また、厳周の高弟であった下條小三郎は、合気道開祖・植芝盛平と交流し、植芝に新陰流兵法を教えたといわれる。
太平洋戦争時、名古屋大空襲によって江戸時代以来の名古屋の道場が焼失してしまったが、1955年（昭和30年）に東京柳生会が発足し、活動を再開した。
現在は、「新陰流兵法転会」「柳生会」「春風館」など、いくつかの系統が存在する。
皺文皮撓（蟇肌撓、ひきはだしない）という袋竹刀を稽古に用いる剣術として斯界に知られ、燕飛等の一部の稽古に枇杷製の先細な木刀をつかう。
徳川将軍家御流儀となった江戸柳生では、柳生宗矩が関ヶ原合戦前に土佐長宗我部氏監視のために阿波国（徳島県）に派遣した木村郷右衛門尉義邦によって伝えられたものが現存しており「柳生神影流」と称し、現在でも明治38年（1905年）に設立された久武館道場で剣術、棒術や武道神事と共に当時のまま伝承されている。またその動きは空手四大流派である「和道流空手道」に取り入れられている。